# Cadenas de angustia
Cadenas de angustia é uma telenovela mexicana, produzida pela Televisa e exibida em 1966 pelo Telesistema Mexicano.

## Elenco
- Magda Guzmán
- Carlos Cámara
- Teresa Selma
- Luis Aragón